# Csúzi Cseh Jakab
Csúzi Cseh Jakab (Losonc, 1639 – Pápa, 1695. március 22.) teológiai doktor, a Dunántúli Református Egyházkerület püspöke 1693-tól haláláig.

## Élete
1652-től a pápai, majd a sárospataki kollégiumban tanult. 1661–1663 között Kecskeméten volt rektor, utána külföldi egyetemekre ment: 1663. október 22-étől a franekeri egyetemre járt, itt lett a teológia doktora 1665-ben. 1665-ben az utrechti egyetemen is megfordult. Hazájába visszatérve 1668-ban komáromi második lelkész lett, de 1673 elején a városból Hofkirchen Károly várparancsnok katonai hatalommal a református tanítókkal és tanulókkal együtt kiűzte. Ezután Losoncra ment prédikátornak. 1674. március 5-én a rendkívüli törvényszék elé idézték Pozsonyba és április 4-én fej- és jószágvesztésre ítélték. Két hónapnyi fogság után Sárvárra vitték, a következő év júniusában Triesztbe szállították; a csapatot kísérő kapitány hajlandó volt váltságdíj ellenében néhányukat szabadon bocsátani, ennek beszerzésére Bécsbe küldte Csúzit, akit azután a magával hozott összegért Beregszászy Istvánnal együtt szabadon bocsátott. Csúzi ezután megfordult Svájcban, majd hazaérkezve 1676-ban Losoncon ismét elfoglalta lelkészi hivatalát. 1680-ban már kocsi komárom megyei református lelkész volt. Megjelent az 1681. évi soproni országgyűlésen. 1681–1682-ben debreceni prédikátor volt. 1683. november 7-én lett debreceni rendes lelkész és 1692 őszén, Séllyei István halála után Pápára hívták lelkésznek. 1693-ban a veszprémi szuperintendentialis gyűlésen a pápai, vagy veszprémi egyházkerület püspökévé választották.
Az idősebb Torkos Jakab püspöknek nagyapja, az ifjabb Torkos Jakab püspöknek pedig dédapja volt.

## Munkái
- Disputatio Metaphysica De Necessario et Contingente… Patachini, 1660.
- Disputatio theologica de novitate papismi. Franequerae, 1665.
- S. Scriptura XX concionibus explicata. Uo. 1667.
- Kincses Tar-haz Avagy Az élő s elevenítő Igaz Hitnek Idvesseges Gyakorlása… Uo. (Az ajánlás kelte: Irám Comáromban, 1668. Esztendőben Szent Ivan havának 27. napján.)
- Lelki Bölcsességre Taníto Oskola… Uo. 1680.
- Edom Ostroma. Avagy, Abdias Profeta Latásának, egynehány Elmelkedesekben foglaltatott világos Magyarazattya… Uo. 1682.
- Alkalmatos időben mondott Beszed, a Szenteknek Edgyessegeről, Egyházi Gyűlésnek szine előtt praedikáltatott a Veszprémi Templomban 9. Aug. 1693. Uo. 1694.